# الاتصالات باستخدام آثار النيزك

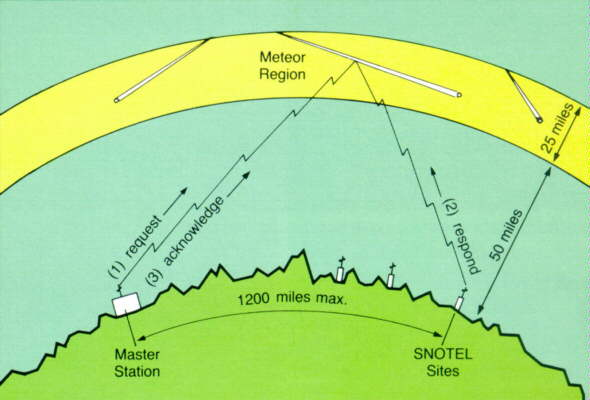

الاتصالات باستخدام اثار النيازك (MBC) (بالانجليزيه: Meteor burst communications), وهو اسلوب للانتشار الراديوي الذي يستغل مسارات النيازك اثناء دخولها الغلاف الجوي لانشاء مسارات مختصره بين محطات الراديو تصل إلى 2250 كيلومتر (1400 ميل)

## كيف يعمل
عندما تدور الأرض في مسارها المداري، تدخل مليارات الجسيمات إلى الغلاف الجوي يوميا، تدعى تلك الجسيمات بالنيازك، جزء صغير منها له خصائص مفيده للاتصال من نقطه إلى نقطه. عندما تبدأ هذه النيازك بالاحتراق فانها تشكل مسارات من الجسيمات المتأينه في طبقة الأرض للغلاف الجوي يستطيع الاستمرار لعدة ثواني. وهذه المسارات ممكن ان كثيفه جدا، وهكذا تستخدم لانعكاس امواج الراديو.الترددات تستطيع الانعكاس من خلال أي مسار ايوني يتحدد بالشده الايونيه التي يخلقها النيزك، والحجم الاولي للجسيم ويكون بشكل عام بين (30وMHz 50 ). يتم تحديد المسافة الناشئه عن الاتصالات بالارتفاع الذي عنده التأين، والموقع الذي تسقط عليه النيازك فوق سطح الأرض، وزاوية دخولها للغلاف الجوي، والمواقع النسبية للمحطات التي تحاول عمل الاتصالات. لان هذه المسارات موجوده لمدة جزء من الثانية البضع ثواني لذلك فهي لا تخلق الا فرص قليله من فرص الاتصال.

## التطوير
أول ملاحظه مباشره للتفاعل بين النيازك والانتشار الراديوي كانت في عام 1929من قبل الياباني (هانتارو ناغاوكا). في 1931 لاحظ (Greenleaf Pickard) وجود رشقات ناريه على طول مسافة الانتشار للنيازك، في نفس الوقت (Bell Labs) كان يدرس طرق تحسين الانتشار الللاسلكي ليلا. واقترح ان الشذوذ الذي يراها الباحثين تعود للنيازك. وبعد سنه لاحظ (Schafer) و (Goodall) ان الغلاف الجوي يشهد اضطرابات خلال تلك السنه (Leonid meteor shower). وذلك حث (Skellett) ليفترض أن الية الانعكاس أو التشتت من الالكترونات في مسارات النيازك. في 1944, اثناء البحث عن نظام رادار تم الكشف عن (V-2 missiles) تهبط على لندن. (James Stanley Hey) اكد ان مسارات النيازك الحقيقة تعكس اشارات الراديو.
في عام 1946 وجدت لجنة الاتصالات الفيدراليه الامريكيه (بالانجليزيه: هيئة الإتصالات الفيدرالية)ارتباط مباشر بين اشارات الراديو والنيازك الفردية. في اوائل الخمسينات كانت الدراسات التي قام بها المكتب الوطني للمعايير (National Bureau of Standards) ومعهد ستانفورد للبحوث (Stanford Research Institute) حققت نجاحا في هذا الوسط.
وفي اوائل الخمسينات قام مجلس البحوث الدفاعيه الكنديه (Canadian Defence Research Board)بأول الجهود للاسفاده من هذه التقنية.مشروع "JANET", ارسلت البيانات المسجلة على الشريط المغناطيسي من محطة ابحاث البرت (Prince Albert, Saskatchewan)إلى (Toronto), لمسافه تتجاوز 2000 كم، تمرصد اشارات ناقله للزيادة المفاجئه في قوة الاشاره مما يشير إلى وجود نيزك مما ادى لانفجار البيانات.
بدأ استخدام النظام في عام 1952, حيث قدم استخدامات مفيده في مجال الاتصالات حتى اوائل الخمسينات، بعد اتمام عمل مشروع الرادار.

## الاستخدام العسكري
"COMET" واحد من أول عمليات النشر استخدمت الاتصالات طويلة المدى من قبل الناتو (المقر الرئيسي للقوات المتحالفه في أوروبا). "COMET" أصبحت فعاله في عام 1965, مع وجود المحطات في هولندا، فرنسا، إيطاليا، غرب ألمانيا، المملكة المتحده والنرويج. حافظت (COMET)على معدل إنتاج يصل إلى ما بين 115 و310 بايت في الثانية، اعتمادا الوقت من السنه.
نيزك انفجار الاتصالات تتلاشى فائدته مع استخدام نظم الاقمار الصناعيه في الاتصالات في اواخر الستينات. في اواخر السبعينات أصبح من الواضح ان الاقمار الصناعيه ليست مفيده عالميا كما كان المعتقد من البداية، خطوط العرض العليا أو مشاكل امن الاشارات، لهذه الاسباب قامت القوات الجويه الامريكيه بتثبيت نظام (MBC)في اوائل السبعينات، على الرغم انه من المعروف ان هذا النظام كان قيد التشغيل.
هناك دراسه حديثه الا وهي نظام نيزك انفجار الاتصالات المتقدم (AMBCS). تم إجراء الاختبار من قبل (SAIC)في (DARPA)باستخدام هوائيات قابله للتوجيه نحو المنطقة المناسبة في السماء في أي وقت خلال اليوم،(AMBCS)قادره على تحسين كبير في معدلات البيانات بمعدل 4 كيلوبايت/ث، في حين ان الاقمار الصناعيه انتاجيتها أكبر ب 14 مره، لذلك تكلفنها اعلى بكثير.
ويمكن تحقيق مكاسب اضافيه من خلال التوجيه في الوقت المناسب. المفهوم الاساسي لاستخدام اشارات الاشعه المرتده للتحديد الدقيق للموقع والمسار الايوني والتوجيه الهوائي في تلك البقعة، أو في بعض الحالات، عدة مسارات في وقت واحد. هذا يحسن المكاسب ويسمح بتحسين معدل البيانات.

## الاستخدام العلمي
استخدمت وزارة الزراعة الولايات المتحده الامريكيه النيازك المبعثره على واسع في نظام (SNOTEL).أكثر من 800 محطة لقياس محتوى الثلوج في غرب الولايات المتحده مجهزه بمرسلات راديويه تعتمد على نيزك مبعثر الاتصالات لارسال القياسات إلى مركز البيانات.
في الاسكا، نفس النظام يستخدم نيزك انفجار الاتصالات (AMBCS), وتتم عملية جمع البيانات من محطات الارصاد الجويه الاليه إلى دائرة الارصاد الجويه الوطنية، بالاضافه إلى بيانات أخرى من وكالات حكوميه أخرى.